# Rhacophorus nigropunctatus
Rhacophorus nigropunctatus es una especie de anfibios que habita en China y, posiblemente, también en Birmania y Vietnam. 
Esta especie se encuentra en peligro de extinción por la pérdida de su hábitat natural.